# Ethias Trophy 2006
L'Ethias Trophy 2006 è stato un torneo di tennis facente parte della categoria ATP Challenger Series nell'ambito dell'ATP Challenger Series 2006. Il torneo si è giocato a Mons in Belgio dal 2 all'8 ottobre 2006 su campi in cemento indoor.

## Vincitori

### Singolare
Janko Tipsarević ha battuto in finale  Alex Bogdanović con il punteggio di 6–4, 1–6, 6–2

### Doppio
Jean-Claude Scherrer /  Lovro Zovko hanno battuto in finale  Jordan Kerr /  David Škoch con il punteggio di 6–2, 6–4